# Spominski znak Pogajanja 1991
Spominski znak Pogajanja 1991 je spominski znak Slovenske vojske, ki je namenjen članom državne, pokrajinskih in območnih pogajalskih skupin, ki so skrbela za pogajanje med slovensko in jugoslovansko stranjo med slovensko osamosvojitveno vojno.
Znake je 88 članom skupin 24. oktobra 2002 podelil takratni obrambni minister Anton Grizold.

## Nosilci
Glejte glavni članek Seznam nosilcev spominskega znaka Pogajanja 1991.